# Buhweju (district)
Buhweju is een district in het zuidwesten van Oeganda. Hoofdstad van het district is de stad Nsiika. Het district telde in 2014 120.720 inwoners op een oppervlakte van 802 km². Het district ontstond in 2010 na opsplitsing van het district Bushenyi. Het is genoemd naar het oude koninkrijk Buhweju.